# Tarbert Stores

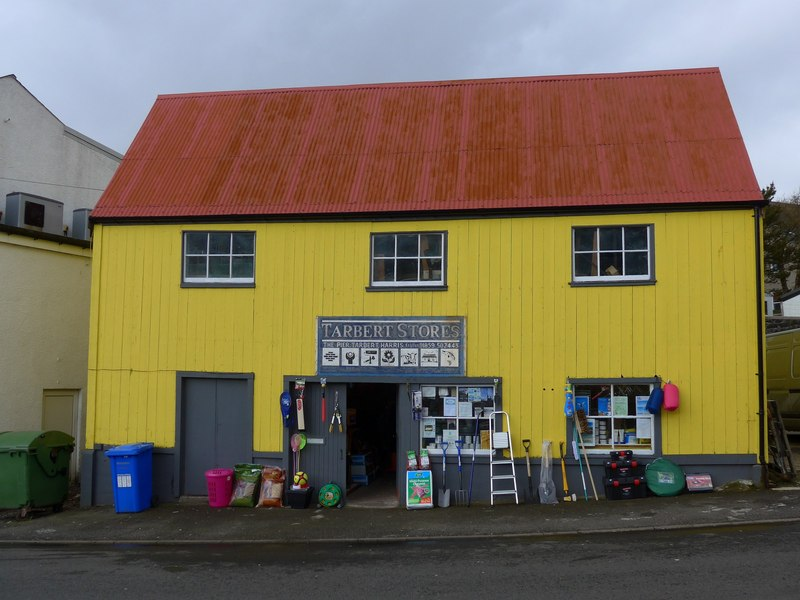
Tarbert Stores

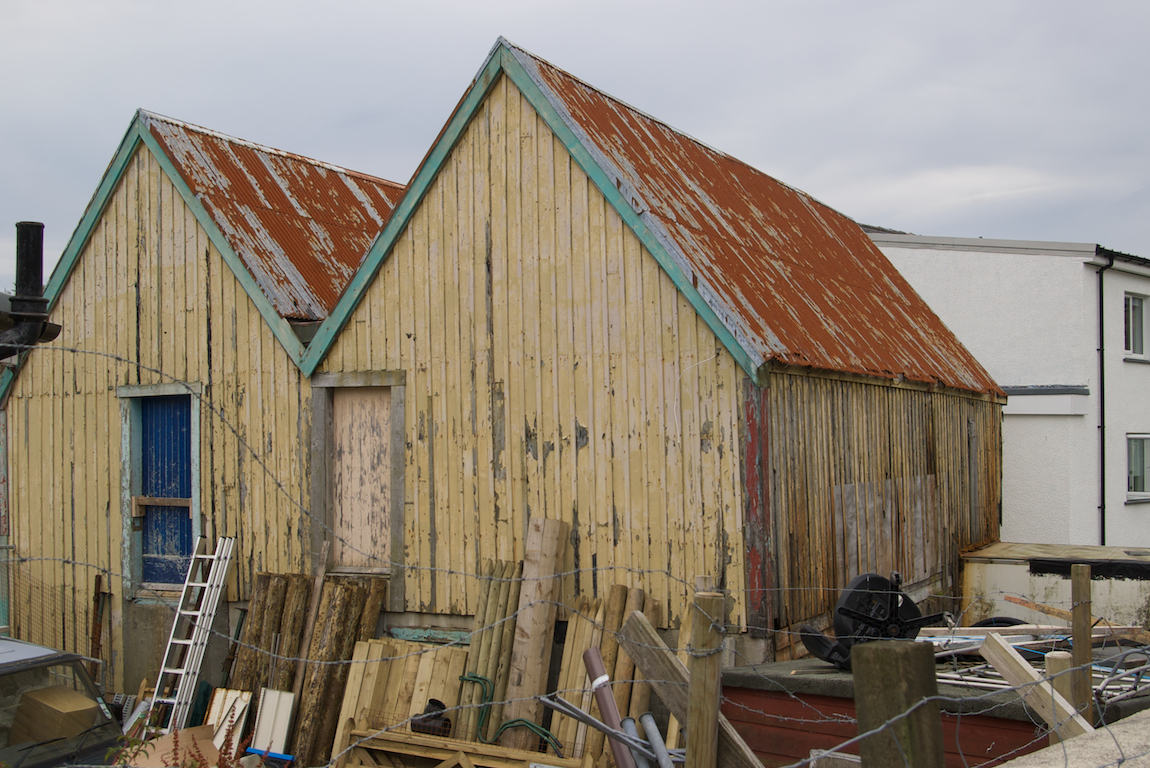
Rückansicht vor der Restaurierung

Die Tarbert Stores sind ein Geschäftshaus in der schottischen Ortschaft Tarbert, dem Hauptort der schottischen Hebrideninsel Harris. 2007 wurde das Bauwerk in die schottischen Denkmallisten in der Denkmalkategorie C aufgenommen.

## Geschichte
Historisch war das an der Südspitze Harris’ gelegene Rodel Hauptort der Insel. Tarbert entstand 1779 als Fischersiedlung. Im frühen 19. Jahrhundert bestand die Siedlung aus nur wenigen Cottages. 1836 erwarb George Murray, 5. Earl of Dunmore, dessen Witwe Catherine in den Folgejahren als Mäzenin in Erscheinung trat, den Inselteil. Sie wir als mögliche Geldgeberin für die Einrichtung der Tarbert Stores genannt. Dem steht entgegen, dass das Gebäude auf der Karte der Ordnance Survey von 1876 nicht verzeichnet ist.
1868 hatte Edward Scott Harris erworben. Es erscheint wahrscheinlicher, dass seine Ehefrau Emily den Bau der Tarbert Stores initiierte. Der Bauzeitraum wird um 1900 vermutet. Da zu dieser Zeit noch keine befestigte Straßenverbindung nach Tarbert existierte, mussten sämtliche Güter per Schiff zum örtlichen Hafen transportiert werden. Auf Grund der örtlichen Knappheit üblicher Baumaterialien und hoher Transportkosten könnte das benötigte Bauholz als Ballast auf der Rückfahrt eines Fischhändlers aus Schweden importiert worden sein.
Zuletzt besteht auch die Möglichkeit, dass die Tarbert Stores ursprünglich als Teil einer Walfangstation im nahegelegenen Weiler Bun Abhainn Eadarra (Bunavoneader) errichtet wurden und erst später an ihren heutigen Standort versetzt wurden.

## Beschreibung
Die Tarbert Stores stehen an prominenter Position an der ehemaligen Zufahrtsstraße zum Hafen von Tarbert, der heutigen Pier Road am Ende der A868. Das in einen Hang gebaute Geschäftshaus versorgte die Ortschaft mit Fischereibedarf sowie Produkten des allgemeinen Bedarfs. Es handelt sich um zwei längliche Baukörper, die entlang der langen Kanten anschließen und mit wellblechbelegten Satteldächern schließen. Das Gebäude ruht auf einer Grundmauer aus Ziegel und Beton. Seine Wände sind aus vertikal gesetzten Holzbrettern gezimmert. Einzig der Südgiebel besteht aus Wellblech. Die ostexponierte Hauptfassade des zweigeschossigen Gebäudes ist mit Eingangstoren und im Obergeschoss mit drei Sprossenfenstern ausgeführt. Eine weitere Türe am Nordgiebel führt in das Obergeschoss.